# Alfred Jurke
Alfred Jurke (geboren 7. August 1899 in Dresden; gestorben 3. Oktober 1942 in Berlin-Plötzensee) war ein deutscher Widerstandskämpfer gegen den Nationalsozialismus.

## Leben
Alfred Jurke war gelernter Bäcker. Er wurde 1917 zum Militär eingezogen und arbeitete von den frühen 1920er Jahren bis Mai 1936 beim Konsumverein Wohlfahrt in Bochum. Hier fungierte er bis 1933 auch als Betriebsrat. 1921 trat Jurke der Gewerkschaft der Nahrungs- und Genußmittelarbeiter bei und bekleidete ab 1928 das Amt des Ortsvorsitzenden. Dem Vorstand des lokalen Verbandes gehörte er bis November 1932 an, als die Gewerkschaftsführung den gesamten Vorstand wegen seiner Nähe zum Kommunismus ausschloss. Jurke sympathisierte bereits seit 1923 mit der KPD, sprach sich in seiner Gewerkschaftsarbeit aber für Aktionseinheiten verschiedener gesellschaftlicher Strömungen aus.
Seit 1935 baute er zusammen mit Karl Springer ein Widerstandsnetzwerk von Sozialdemokraten und Kommunisten auf, das die Familien von Verfolgten unterstützte. Dazu führte Jurke u. a. heimlich Spendensammlungen an seinem Arbeitsplatz durch. Außerdem wurden Flugblätter hergestellt und illegale, von Binnenschiffern nach Deutschland eingeschmuggelte Literatur verbreitet. Auf Jurkes Betreiben richtete auch das langjährige SPD-Mitglied August Kloh eine Sammelstelle für illegale Schriften wie Die Rote Fahne, Inprekorr, die von der Roten Hilfe herausgegebene Zeitschrift Tribunal und verschiedene getarnte Broschüren ein. Der Sitz der Widerstandsgruppe befand sich im Verwaltungsgebäude des Konsumvereins. Von dort aus wurden Kontakte zu Oppositionellen in anderen Betrieben wie der Zeche Prinz Regent und der Gebr. Eickhoff Maschinenfabrik und Eisengießerei unterhalten.
Jurke floh im Mai 1936 vor einer drohenden Festnahme in die Niederlande und unterstützte dort die Rote Hilfe und das Wuppertal-Komitee. Nach dem Einmarsch der deutschen Truppen wurde er am 27. Mai 1940 festgenommen und in die Justizvollzugsanstalt Moabit verbracht. Am 25. August 1942 verurteilte ihn der 5. Senat des Volksgerichtshofs wegen „Vorbereitung zum Hochverrat“ zum Tode. Ein Gnadengesuch blieb erfolglos. Alfred Jurke wurde am 3. Oktober 1942 in der Justizvollzugsanstalt Plötzensee hingerichtet.
Am 5. Juni 2023 wurde vor dem Grundstück Königsallee 178 in Bochum ein Stolperstein für ihn verlegt.